# Race On
Race On ist eine Erweiterung zu dem Rennspiel Race07 des schwedischen Entwicklerstudios SimBin Studios, welches eine offizielle FIA-Lizenz für die Tourenwagen-Weltmeisterschaft 2008 besitzt. Es ist der Nachfolger von Race – The WTCC Game. Race On enthält in der Vollversion Race07 und STCC – The Game.

## Fahrzeuge
Race On enthält alle Fahrzeuge von Race07 und STCC – The Game und zusätzlich fünf neue, darunter vier Muscle-Cars und das Fahrzeug der Internationalen Formel Master:
- Cadillac CTS-V
- Chevrolet Camaro
- Dodge Challenger SRT8
- Dodge Charger SRT8
- Tatuus-Honda

## Strecken
- Tourenwagen-Weltmeisterschaft:
  - Curitiba
  - Puebla
  - Valencia
  - Pau
  - Brünn
  - Estoril
  - Brands Hatch
  - Oschersleben
  - Imola
  - Monza
  - Okayama
  - Macau

- Schwedische Tourenwagen-Meisterschaft:
  - Knutstorp
  - Sturup
  - Göteborg
  - Falkenberg
  - Karlskoga
  - Våler
  - Mantorp

- Sonstige
  - Laguna Seca
  - Road America